# Amanda Todd
Amanda Todd (Vancouver, Kanada, 1996. november 27. – Port Coquitlam, Brit Columbia, 2012. október 10.) kanadai diáklány, a kamaszokat érintő internetes zaklatások egyik leghíresebb áldozata.

## Depressziójának oka
2009 őszén új barátokat szeretett volna szerezni, ezért webkamerán keresztül kezdett beszélgetni ismeretlen emberekkel. Megismerkedett egy nála idősebb férfivel, aki elcsábította, és szép szavakkal rábírta, hogy vetkőzzön le neki. Amanda fehérneműre vetkőzött, hisz nem gondolta, hogy ebből bármi baj történhetne. A férfi eltűnt Amanda életéből.
2010 novemberének végén a férfi újra megjelent. Megszerezte Amanda címét, iskoláját, barátai nevét és egyéb személyes adatait. Megfenyegette a lányt, hogy mindenkinek elküldi a fehérneműs képet, amit egy éve készített.
2010 karácsonyán hajnalban a rendőrség felkereste Amandát, ugyanis fotóját feltöltötték a világhálóra. Amanda mély depresszióba zuhant, és súlyosan megbetegedett a barátai elvesztése miatt. Az iskolatársai kigúnyolták, kinevették és szidták, amikor újra iskolába ment. Az alkoholba és a kábítószerekbe „menekült”. Pszichiáterhez kellett járnia, aki szorongást és depressziót állapított meg nála. Ehhez hozzájárult a szülei válása is.
Tavasszal átköltözött édesapjához. Új iskolába ment és remélte, hogy új életet kezdhet. Pár hónapig így is volt. Nem sokkal később megismerkedett egy újabb férfival. A férfi azt mondta Amandának, hogy menjen át hozzá, mert a barátnője úgyis nyaral! Amanda átment és a férfi rávette Amandát, hogy feküdjenek le. Ez meg is történt. Miután újra iskolába ment, egy délután a férfi és a barátnője várta az utcán. A férfi felhergelte Amanda iskolatársait, majd megverték a lányt. A tanárok ezt tétlenül nézték. Amanda hazamenekült, de könnyeitől homályosan látott, így beleesett egy árokba. Az édesapja talált rá.

## Végső elkeseredése
Amanda, miután hazaértek, a mosókonyhájukba ment és fehérítőszert ivott. Édesapja még időben rátalált, és a mentősök megmentették. A kórházban kimosták a gyomrát. A vegyszer felmarta a nyelőcsövét, de egyéb baja nem esett.
Miután hazaért, a Facebook-oldalára vegyszerek fotóját posztolták, és megjelölték rajta. Olyan üzeneteket írtak neki, amelyekben sajnálatukat nyilvánították ki, hogy nem halt meg, és azt kérték tőle, hogy legközelebb sikerüljön is az öngyilkossága.

## Halála
Amanda 2012 szeptemberében készített egy videót, melyben segítséget kért, és elmondta történetét. 
2012. október 10-én végleg elkeseredett. Megvárta míg anyja elaludt, majd gyógyszer túladagolást hajtott végre.  Igaz, Amanda anyja sosem mondta el, hogy Amanda hogyan halt meg, viszont Amanda legjobb barátnője, Ashley elmondta, hogy túladagolta magát gyógyszerekkel. Szenvedése és öngyilkossága ellenére Amanda nem hagyott búcsúlevelet. (A youtube-on megtalálható videó betudható annak.) Amandát szűk családi körben helyezték örök nyugalomra. Testét elhamvasztották, édesanyja a lánya emlékére egy emlékpadot is állíttatott.